# Anopheles
Anopheles (còn gọi là a-nô-phen, bắt nguồn từ tiếng Pháp: anophèle) là một chi muỗi được JW Meigen mô tả lần đầu tiên vào năm 1818. Chi muỗi này còn có tên gọi là muỗi sốt rét, muỗi đòn xóc. Nhiều loài là vật trung gian truyền ký sinh trùng Plasmodium, gây bệnh sốt rét ở chim, bò sát và động vật có vú, trong đó có con người. Anopheles gambiae là loài được biết đến nhiều nhất vì nó truyền một trong những loại ký sinh trùng sốt rét nguy hiểm nhất ở người là Plasmodium falciparum, mỗi năm cướp đi sinh mạng của 725 nghìn người trên toàn thế giới. Ngoài loài muỗi trên ra thì các loài muỗi khác không phải là vector (vật trung gian truyền bệnh) làm lây lan bệnh sốt rét ở người.
Chi Anopheles này tách ra từ tổ tiên của họ muỗi Culicidae ít nhất 100 triệu năm trước. Giống như các loài muỗi khác, trứng, ấu trùng (còn gọi là bọ gậy, lăng quăng) và nhộng (còn gọi là cung quăng, quăng) đều sống dưới nước. Ấu trùng không có ống hô hấp để thở nên muỗi đậu nằm ngang trên mặt nước để kiếm ăn. Con trưởng thành (thành trùng) rời khỏi bề mặt nước và ăn mật hoa; cá thể cái đi hút máu, làm lây lan ký sinh trùng giữa các vật chủ. Tư thế kiếm ăn của Anopheles trưởng thành là chúc đầu xuống, không giống như tư thế nằm ngang của các loài muỗi khác. Các loài Anopheles phân bố gần như ở khắp mọi nơi trên Trái Đất, từ vùng nhiệt đới, cận nhiệt đới cho đến ôn đới. Con trưởng thành phát triển trong thời tiết khô nóng, giúp chúng có thể sống sót ở những vùng khí hậu khô nóng như Sahel.

## Tiến hóa

### Lịch sử hóa thạch
Hóa thạch của chi Anopheles rất hiếm; chỉ có hai mẫu được tìm thấy vào năm 2015: một là Anopheles (Nyssorhynchus) dominicanus (Zavortink & Poinar tìm thấy) trong hổ phách trên lãnh thổ Cộng hòa Dominica từ Hậu thế Eocen (40,4 triệu năm trước đến 33,9 triệu năm trước), hai là Anopheles rottensis (Statz tìm thấy) trong hổ phách trên lãnh thổ Đức từ Hậu thế Oligocen (28,4 triệu năm trước đến 23 triệu năm trước).

### Phát sinh loài
Tổ tiên của các loài ruồi trong đó có muỗi đã xuất hiện từ 260 triệu năm trước. Các dòng muỗi Culicinae và Anopheles tách nhau từ tổ tiên chung từ giữa 120 triệu năm trước đến 150 triệu năm trước. Các loài Anopheles Cựu Thế giới và Tân Thế giới sau đó phân hóa từ giữa 80 triệu năm trước đến 95 triệu năm trước. Anopheles darlingi tách ra từ vector sốt rét châu Phi và châu Á từ khoảng 100 triệu năm trước. Biểu đồ nhánh của Heafsey và cộng sự, dựa trên phân tích bộ gen muỗi năm 2015:
| dưới chi Pyretophorus | \| \| Anopheles gambiae (Châu Phi) \| \| \| \| \| \| A. epirotus & spp. \| \| \| \| |
| 30 triệu năm trước    | \| \| Anopheles gambiae (Châu Phi) \| \| \| \| \| \| A. epirotus & spp. \| \| \| \| |
|                       | A. stephensi & spp.                                                                 |
|                       |                                                                                     |
|                       | Anopheles gambiae (Châu Phi)                                                        |
|                       |                                                                                     |
|                       | A. epirotus & spp.                                                                  |
|                       |                                                                                     |

|  | Anopheles gambiae (Châu Phi) |
|  |                              |
|  | A. epirotus & spp.           |
|  |                              |

| dưới chi Pyretophorus | \| \| Anopheles gambiae (Châu Phi) \| \| \| \| \| \| A. epirotus & spp. \| \| \| \| |
| 30 triệu năm trước    | \| \| Anopheles gambiae (Châu Phi) \| \| \| \| \| \| A. epirotus & spp. \| \| \| \| |
|                       | A. stephensi & spp.                                                                 |
|                       |                                                                                     |
|                       | Anopheles gambiae (Châu Phi)                                                        |
|                       |                                                                                     |
|                       | A. epirotus & spp.                                                                  |
|                       |                                                                                     |

|  | Anopheles gambiae (Châu Phi) |
|  |                              |
|  | A. epirotus & spp.           |
|  |                              |

| dưới chi Pyretophorus | \| \| Anopheles gambiae (Châu Phi) \| \| \| \| \| \| A. epirotus & spp. \| \| \| \| |
| 30 triệu năm trước    | \| \| Anopheles gambiae (Châu Phi) \| \| \| \| \| \| A. epirotus & spp. \| \| \| \| |
|                       | A. stephensi & spp.                                                                 |
|                       |                                                                                     |
|                       | Anopheles gambiae (Châu Phi)                                                        |
|                       |                                                                                     |
|                       | A. epirotus & spp.                                                                  |
|                       |                                                                                     |

|  | Anopheles gambiae (Châu Phi) |
|  |                              |
|  | A. epirotus & spp.           |
|  |                              |

| dưới chi Pyretophorus | \| \| Anopheles gambiae (Châu Phi) \| \| \| \| \| \| A. epirotus & spp. \| \| \| \| |
| 30 triệu năm trước    | \| \| Anopheles gambiae (Châu Phi) \| \| \| \| \| \| A. epirotus & spp. \| \| \| \| |
|                       | A. stephensi & spp.                                                                 |
|                       |                                                                                     |
|                       | Anopheles gambiae (Châu Phi)                                                        |
|                       |                                                                                     |
|                       | A. epirotus & spp.                                                                  |
|                       |                                                                                     |

|  | Anopheles gambiae (Châu Phi) |
|  |                              |
|  | A. epirotus & spp.           |
|  |                              |

| dưới chi Pyretophorus | \| \| Anopheles gambiae (Châu Phi) \| \| \| \| \| \| A. epirotus & spp. \| \| \| \| |
| 30 triệu năm trước    | \| \| Anopheles gambiae (Châu Phi) \| \| \| \| \| \| A. epirotus & spp. \| \| \| \| |
|                       | A. stephensi & spp.                                                                 |
|                       |                                                                                     |
|                       | Anopheles gambiae (Châu Phi)                                                        |
|                       |                                                                                     |
|                       | A. epirotus & spp.                                                                  |
|                       |                                                                                     |

|  | Anopheles gambiae (Châu Phi) |
|  |                              |
|  | A. epirotus & spp.           |
|  |                              |

| dưới chi Pyretophorus | \| \| Anopheles gambiae (Châu Phi) \| \| \| \| \| \| A. epirotus & spp. \| \| \| \| |
| 30 triệu năm trước    | \| \| Anopheles gambiae (Châu Phi) \| \| \| \| \| \| A. epirotus & spp. \| \| \| \| |
|                       | A. stephensi & spp.                                                                 |
|                       |                                                                                     |
|                       | Anopheles gambiae (Châu Phi)                                                        |
|                       |                                                                                     |
|                       | A. epirotus & spp.                                                                  |
|                       |                                                                                     |

|  | Anopheles gambiae (Châu Phi) |
|  |                              |
|  | A. epirotus & spp.           |
|  |                              |

| dưới chi Pyretophorus | \| \| Anopheles gambiae (Châu Phi) \| \| \| \| \| \| A. epirotus & spp. \| \| \| \| |
| 30 triệu năm trước    | \| \| Anopheles gambiae (Châu Phi) \| \| \| \| \| \| A. epirotus & spp. \| \| \| \| |
|                       | A. stephensi & spp.                                                                 |
|                       |                                                                                     |
|                       | Anopheles gambiae (Châu Phi)                                                        |
|                       |                                                                                     |
|                       | A. epirotus & spp.                                                                  |
|                       |                                                                                     |

|  | Anopheles gambiae (Châu Phi) |
|  |                              |
|  | A. epirotus & spp.           |
|  |                              |

| dưới chi Pyretophorus | \| \| Anopheles gambiae (Châu Phi) \| \| \| \| \| \| A. epirotus & spp. \| \| \| \| |
| 30 triệu năm trước    | \| \| Anopheles gambiae (Châu Phi) \| \| \| \| \| \| A. epirotus & spp. \| \| \| \| |
|                       | A. stephensi & spp.                                                                 |
|                       |                                                                                     |
|                       | Anopheles gambiae (Châu Phi)                                                        |
|                       |                                                                                     |
|                       | A. epirotus & spp.                                                                  |
|                       |                                                                                     |

|  | Anopheles gambiae (Châu Phi) |
|  |                              |
|  | A. epirotus & spp.           |
|  |                              |

| dưới chi Pyretophorus | \| \| Anopheles gambiae (Châu Phi) \| \| \| \| \| \| A. epirotus & spp. \| \| \| \| |
| 30 triệu năm trước    | \| \| Anopheles gambiae (Châu Phi) \| \| \| \| \| \| A. epirotus & spp. \| \| \| \| |
|                       | A. stephensi & spp.                                                                 |
|                       |                                                                                     |
|                       | Anopheles gambiae (Châu Phi)                                                        |
|                       |                                                                                     |
|                       | A. epirotus & spp.                                                                  |
|                       |                                                                                     |

|  | Anopheles gambiae (Châu Phi) |
|  |                              |
|  | A. epirotus & spp.           |
|  |                              |

| dưới chi Pyretophorus | \| \| Anopheles gambiae (Châu Phi) \| \| \| \| \| \| A. epirotus & spp. \| \| \| \| |
| 30 triệu năm trước    | \| \| Anopheles gambiae (Châu Phi) \| \| \| \| \| \| A. epirotus & spp. \| \| \| \| |
|                       | A. stephensi & spp.                                                                 |
|                       |                                                                                     |
|                       | Anopheles gambiae (Châu Phi)                                                        |
|                       |                                                                                     |
|                       | A. epirotus & spp.                                                                  |
|                       |                                                                                     |

|  | Anopheles gambiae (Châu Phi) |
|  |                              |
|  | A. epirotus & spp.           |
|  |                              |

| dưới chi Pyretophorus | \| \| Anopheles gambiae (Châu Phi) \| \| \| \| \| \| A. epirotus & spp. \| \| \| \| |
| 30 triệu năm trước    | \| \| Anopheles gambiae (Châu Phi) \| \| \| \| \| \| A. epirotus & spp. \| \| \| \| |
|                       | A. stephensi & spp.                                                                 |
|                       |                                                                                     |
|                       | Anopheles gambiae (Châu Phi)                                                        |
|                       |                                                                                     |
|                       | A. epirotus & spp.                                                                  |
|                       |                                                                                     |

|  | Anopheles gambiae (Châu Phi) |
|  |                              |
|  | A. epirotus & spp.           |
|  |                              |

| dưới chi Pyretophorus | \| \| Anopheles gambiae (Châu Phi) \| \| \| \| \| \| A. epirotus & spp. \| \| \| \| |
| 30 triệu năm trước    | \| \| Anopheles gambiae (Châu Phi) \| \| \| \| \| \| A. epirotus & spp. \| \| \| \| |
|                       | A. stephensi & spp.                                                                 |
|                       |                                                                                     |
|                       | Anopheles gambiae (Châu Phi)                                                        |
|                       |                                                                                     |
|                       | A. epirotus & spp.                                                                  |
|                       |                                                                                     |

|  | Anopheles gambiae (Châu Phi) |
|  |                              |
|  | A. epirotus & spp.           |
|  |                              |

| dưới chi Pyretophorus | \| \| Anopheles gambiae (Châu Phi) \| \| \| \| \| \| A. epirotus & spp. \| \| \| \| |
| 30 triệu năm trước    | \| \| Anopheles gambiae (Châu Phi) \| \| \| \| \| \| A. epirotus & spp. \| \| \| \| |
|                       | A. stephensi & spp.                                                                 |
|                       |                                                                                     |
|                       | Anopheles gambiae (Châu Phi)                                                        |
|                       |                                                                                     |
|                       | A. epirotus & spp.                                                                  |
|                       |                                                                                     |

|  | Anopheles gambiae (Châu Phi) |
|  |                              |
|  | A. epirotus & spp.           |
|  |                              |

| dưới chi Pyretophorus | \| \| Anopheles gambiae (Châu Phi) \| \| \| \| \| \| A. epirotus & spp. \| \| \| \| |
| 30 triệu năm trước    | \| \| Anopheles gambiae (Châu Phi) \| \| \| \| \| \| A. epirotus & spp. \| \| \| \| |
|                       | A. stephensi & spp.                                                                 |
|                       |                                                                                     |
|                       | Anopheles gambiae (Châu Phi)                                                        |
|                       |                                                                                     |
|                       | A. epirotus & spp.                                                                  |
|                       |                                                                                     |

|  | Anopheles gambiae (Châu Phi) |
|  |                              |
|  | A. epirotus & spp.           |
|  |                              |

| dưới chi Pyretophorus | \| \| Anopheles gambiae (Châu Phi) \| \| \| \| \| \| A. epirotus & spp. \| \| \| \| |
| 30 triệu năm trước    | \| \| Anopheles gambiae (Châu Phi) \| \| \| \| \| \| A. epirotus & spp. \| \| \| \| |
|                       | A. stephensi & spp.                                                                 |
|                       |                                                                                     |
|                       | Anopheles gambiae (Châu Phi)                                                        |
|                       |                                                                                     |
|                       | A. epirotus & spp.                                                                  |
|                       |                                                                                     |

|  | Anopheles gambiae (Châu Phi) |
|  |                              |
|  | A. epirotus & spp.           |
|  |                              |

| dưới chi Pyretophorus | \| \| Anopheles gambiae (Châu Phi) \| \| \| \| \| \| A. epirotus & spp. \| \| \| \| |
| 30 triệu năm trước    | \| \| Anopheles gambiae (Châu Phi) \| \| \| \| \| \| A. epirotus & spp. \| \| \| \| |
|                       | A. stephensi & spp.                                                                 |
|                       |                                                                                     |
|                       | Anopheles gambiae (Châu Phi)                                                        |
|                       |                                                                                     |
|                       | A. epirotus & spp.                                                                  |
|                       |                                                                                     |

|  | Anopheles gambiae (Châu Phi) |
|  |                              |
|  | A. epirotus & spp.           |
|  |                              |

| dưới chi Pyretophorus | \| \| Anopheles gambiae (Châu Phi) \| \| \| \| \| \| A. epirotus & spp. \| \| \| \| |
| 30 triệu năm trước    | \| \| Anopheles gambiae (Châu Phi) \| \| \| \| \| \| A. epirotus & spp. \| \| \| \| |
|                       | A. stephensi & spp.                                                                 |
|                       |                                                                                     |
|                       | Anopheles gambiae (Châu Phi)                                                        |
|                       |                                                                                     |
|                       | A. epirotus & spp.                                                                  |
|                       |                                                                                     |

|  | Anopheles gambiae (Châu Phi) |
|  |                              |
|  | A. epirotus & spp.           |
|  |                              |

| dưới chi Pyretophorus | \| \| Anopheles gambiae (Châu Phi) \| \| \| \| \| \| A. epirotus & spp. \| \| \| \| |
| 30 triệu năm trước    | \| \| Anopheles gambiae (Châu Phi) \| \| \| \| \| \| A. epirotus & spp. \| \| \| \| |
|                       | A. stephensi & spp.                                                                 |
|                       |                                                                                     |
|                       | Anopheles gambiae (Châu Phi)                                                        |
|                       |                                                                                     |
|                       | A. epirotus & spp.                                                                  |
|                       |                                                                                     |

|  | Anopheles gambiae (Châu Phi) |
|  |                              |
|  | A. epirotus & spp.           |
|  |                              |

| dưới chi Pyretophorus | \| \| Anopheles gambiae (Châu Phi) \| \| \| \| \| \| A. epirotus & spp. \| \| \| \| |
| 30 triệu năm trước    | \| \| Anopheles gambiae (Châu Phi) \| \| \| \| \| \| A. epirotus & spp. \| \| \| \| |
|                       | A. stephensi & spp.                                                                 |
|                       |                                                                                     |
|                       | Anopheles gambiae (Châu Phi)                                                        |
|                       |                                                                                     |
|                       | A. epirotus & spp.                                                                  |
|                       |                                                                                     |

|  | Anopheles gambiae (Châu Phi) |
|  |                              |
|  | A. epirotus & spp.           |
|  |                              |

| dưới chi Pyretophorus | \| \| Anopheles gambiae (Châu Phi) \| \| \| \| \| \| A. epirotus & spp. \| \| \| \| |
| 30 triệu năm trước    | \| \| Anopheles gambiae (Châu Phi) \| \| \| \| \| \| A. epirotus & spp. \| \| \| \| |
|                       | A. stephensi & spp.                                                                 |
|                       |                                                                                     |
|                       | Anopheles gambiae (Châu Phi)                                                        |
|                       |                                                                                     |
|                       | A. epirotus & spp.                                                                  |
|                       |                                                                                     |

|  | Anopheles gambiae (Châu Phi) |
|  |                              |
|  | A. epirotus & spp.           |
|  |                              |

| dưới chi Pyretophorus | \| \| Anopheles gambiae (Châu Phi) \| \| \| \| \| \| A. epirotus & spp. \| \| \| \| |
| 30 triệu năm trước    | \| \| Anopheles gambiae (Châu Phi) \| \| \| \| \| \| A. epirotus & spp. \| \| \| \| |
|                       | A. stephensi & spp.                                                                 |
|                       |                                                                                     |
|                       | Anopheles gambiae (Châu Phi)                                                        |
|                       |                                                                                     |
|                       | A. epirotus & spp.                                                                  |
|                       |                                                                                     |

|  | Anopheles gambiae (Châu Phi) |
|  |                              |
|  | A. epirotus & spp.           |
|  |                              |

| dưới chi Pyretophorus | \| \| Anopheles gambiae (Châu Phi) \| \| \| \| \| \| A. epirotus & spp. \| \| \| \| |
| 30 triệu năm trước    | \| \| Anopheles gambiae (Châu Phi) \| \| \| \| \| \| A. epirotus & spp. \| \| \| \| |
|                       | A. stephensi & spp.                                                                 |
|                       |                                                                                     |
|                       | Anopheles gambiae (Châu Phi)                                                        |
|                       |                                                                                     |
|                       | A. epirotus & spp.                                                                  |
|                       |                                                                                     |

|  | Anopheles gambiae (Châu Phi) |
|  |                              |
|  | A. epirotus & spp.           |
|  |                              |

| dưới chi Pyretophorus | \| \| Anopheles gambiae (Châu Phi) \| \| \| \| \| \| A. epirotus & spp. \| \| \| \| |
| 30 triệu năm trước    | \| \| Anopheles gambiae (Châu Phi) \| \| \| \| \| \| A. epirotus & spp. \| \| \| \| |
|                       | A. stephensi & spp.                                                                 |
|                       |                                                                                     |
|                       | Anopheles gambiae (Châu Phi)                                                        |
|                       |                                                                                     |
|                       | A. epirotus & spp.                                                                  |
|                       |                                                                                     |

|  | Anopheles gambiae (Châu Phi) |
|  |                              |
|  | A. epirotus & spp.           |
|  |                              |

| dưới chi Pyretophorus | \| \| Anopheles gambiae (Châu Phi) \| \| \| \| \| \| A. epirotus & spp. \| \| \| \| |
| 30 triệu năm trước    | \| \| Anopheles gambiae (Châu Phi) \| \| \| \| \| \| A. epirotus & spp. \| \| \| \| |
|                       | A. stephensi & spp.                                                                 |
|                       |                                                                                     |
|                       | Anopheles gambiae (Châu Phi)                                                        |
|                       |                                                                                     |
|                       | A. epirotus & spp.                                                                  |
|                       |                                                                                     |

|  | Anopheles gambiae (Châu Phi) |
|  |                              |
|  | A. epirotus & spp.           |
|  |                              |

| dưới chi Pyretophorus | \| \| Anopheles gambiae (Châu Phi) \| \| \| \| \| \| A. epirotus & spp. \| \| \| \| |
| 30 triệu năm trước    | \| \| Anopheles gambiae (Châu Phi) \| \| \| \| \| \| A. epirotus & spp. \| \| \| \| |
|                       | A. stephensi & spp.                                                                 |
|                       |                                                                                     |
|                       | Anopheles gambiae (Châu Phi)                                                        |
|                       |                                                                                     |
|                       | A. epirotus & spp.                                                                  |
|                       |                                                                                     |

|  | Anopheles gambiae (Châu Phi) |
|  |                              |
|  | A. epirotus & spp.           |
|  |                              |

| dưới chi Pyretophorus | \| \| Anopheles gambiae (Châu Phi) \| \| \| \| \| \| A. epirotus & spp. \| \| \| \| |
| 30 triệu năm trước    | \| \| Anopheles gambiae (Châu Phi) \| \| \| \| \| \| A. epirotus & spp. \| \| \| \| |
|                       | A. stephensi & spp.                                                                 |
|                       |                                                                                     |
|                       | Anopheles gambiae (Châu Phi)                                                        |
|                       |                                                                                     |
|                       | A. epirotus & spp.                                                                  |
|                       |                                                                                     |

|  | Anopheles gambiae (Châu Phi) |
|  |                              |
|  | A. epirotus & spp.           |
|  |                              |

| dưới chi Pyretophorus | \| \| Anopheles gambiae (Châu Phi) \| \| \| \| \| \| A. epirotus & spp. \| \| \| \| |
| 30 triệu năm trước    | \| \| Anopheles gambiae (Châu Phi) \| \| \| \| \| \| A. epirotus & spp. \| \| \| \| |
|                       | A. stephensi & spp.                                                                 |
|                       |                                                                                     |
|                       | Anopheles gambiae (Châu Phi)                                                        |
|                       |                                                                                     |
|                       | A. epirotus & spp.                                                                  |
|                       |                                                                                     |

|  | Anopheles gambiae (Châu Phi) |
|  |                              |
|  | A. epirotus & spp.           |
|  |                              |

| dưới chi Pyretophorus | \| \| Anopheles gambiae (Châu Phi) \| \| \| \| \| \| A. epirotus & spp. \| \| \| \| |
| 30 triệu năm trước    | \| \| Anopheles gambiae (Châu Phi) \| \| \| \| \| \| A. epirotus & spp. \| \| \| \| |
|                       | A. stephensi & spp.                                                                 |
|                       |                                                                                     |
|                       | Anopheles gambiae (Châu Phi)                                                        |
|                       |                                                                                     |
|                       | A. epirotus & spp.                                                                  |
|                       |                                                                                     |

|  | Anopheles gambiae (Châu Phi) |
|  |                              |
|  | A. epirotus & spp.           |
|  |                              |

| dưới chi Pyretophorus | \| \| Anopheles gambiae (Châu Phi) \| \| \| \| \| \| A. epirotus & spp. \| \| \| \| |
| 30 triệu năm trước    | \| \| Anopheles gambiae (Châu Phi) \| \| \| \| \| \| A. epirotus & spp. \| \| \| \| |
|                       | A. stephensi & spp.                                                                 |
|                       |                                                                                     |
|                       | Anopheles gambiae (Châu Phi)                                                        |
|                       |                                                                                     |
|                       | A. epirotus & spp.                                                                  |
|                       |                                                                                     |

|  | Anopheles gambiae (Châu Phi) |
|  |                              |
|  | A. epirotus & spp.           |
|  |                              |

| dưới chi Pyretophorus | \| \| Anopheles gambiae (Châu Phi) \| \| \| \| \| \| A. epirotus & spp. \| \| \| \| |
| 30 triệu năm trước    | \| \| Anopheles gambiae (Châu Phi) \| \| \| \| \| \| A. epirotus & spp. \| \| \| \| |
|                       | A. stephensi & spp.                                                                 |
|                       |                                                                                     |
|                       | Anopheles gambiae (Châu Phi)                                                        |
|                       |                                                                                     |
|                       | A. epirotus & spp.                                                                  |
|                       |                                                                                     |

|  | Anopheles gambiae (Châu Phi) |
|  |                              |
|  | A. epirotus & spp.           |
|  |                              |

| dưới chi Pyretophorus | \| \| Anopheles gambiae (Châu Phi) \| \| \| \| \| \| A. epirotus & spp. \| \| \| \| |
| 30 triệu năm trước    | \| \| Anopheles gambiae (Châu Phi) \| \| \| \| \| \| A. epirotus & spp. \| \| \| \| |
|                       | A. stephensi & spp.                                                                 |
|                       |                                                                                     |
|                       | Anopheles gambiae (Châu Phi)                                                        |
|                       |                                                                                     |
|                       | A. epirotus & spp.                                                                  |
|                       |                                                                                     |

|  | Anopheles gambiae (Châu Phi) |
|  |                              |
|  | A. epirotus & spp.           |
|  |                              |

| dưới chi Pyretophorus | \| \| Anopheles gambiae (Châu Phi) \| \| \| \| \| \| A. epirotus & spp. \| \| \| \| |
| 30 triệu năm trước    | \| \| Anopheles gambiae (Châu Phi) \| \| \| \| \| \| A. epirotus & spp. \| \| \| \| |
|                       | A. stephensi & spp.                                                                 |
|                       |                                                                                     |
|                       | Anopheles gambiae (Châu Phi)                                                        |
|                       |                                                                                     |
|                       | A. epirotus & spp.                                                                  |
|                       |                                                                                     |

|  | Anopheles gambiae (Châu Phi) |
|  |                              |
|  | A. epirotus & spp.           |
|  |                              |

### Phân loại
Chi Anopheles được nhà côn trùng học người Đức Johann Wilhelm Meigen công bố vào năm 1818. Ông mô tả hai loài: A. birfurcatus và loài điển hình là Anopheles maculipennis. Anopheles, theo nhà côn trùng học người Đức, có nghĩa là beschwerlich, "gánh nặng". Cái tên này xuất phát từ tiếng Hy Lạp cổ ἀνωφελής (anōphelḗs) nghĩa là "vô dụng", bắt nguồn từ ἀν- (an-) nghĩa là không; và ὄφελος (óphelos) nghĩa là hữu ích.
Năm 1901, nhà côn trùng học người Anh Frederick Vincent Theobald đã mô tả lại 39 loài Anopheles trong chuyên khảo 5 tập của ông về Culicidae. Ông nhận được các mẫu muỗi từ khắp nơi trên thế giới, gửi cho Bảo tàng Lịch sử Tự nhiên Luân Đôn, theo chỉ thị năm 1898 của Bộ trưởng Bộ Thuộc địa, ông Joseph Chamberlain.
Anopheles phân bố ở khắp mọi nơi trên thế giới, thuộc phân họ Anophelinae cùng với hai chi khác: Bironella (phân bố chủ yếu ở Australia) và Chagasia (phân bố chủ yếu ở Trung và Nam Mỹ). Việc phân loại các loài vẫn chưa đầy đủ, cơ sở phân loại loài dựa trên các đặc điểm hình thái – đốm cánh, giải phẫu đầu, giải phẫu ấu trùng và thành trùng, cấu trúc nhiễm sắc thể và gần đây hơn là dựa trên trình tự DNA. Trong phân loại do Harbach và Kitching công bố năm 2016, ba loài Bironella (B. confusa, B. gracilis và B. hollandi) có kiểu gen giống với A. kyondawensis hơn các loài Bironella khác. Dựa trên sự tương đồng về di truyền, A. implexus được cho là khác biệt về tổ tiên chung của chi Anopheles.

## Vòng đời
Giống như tất cả các loài muỗi, Anopheles trải qua 4 giai đoạn trong vòng đời của chúng: trứng, ấu trùng (lăng quăng, bọ gậy), nhộng (cung quăng, quăng) và muỗi trưởng thành (thành trùng). Ba giai đoạn đầu tiên, muỗi sống dưới nước và kéo dài 5–14 ngày, tùy thuộc vào loài và nhiệt độ môi trường. Giai đoạn trưởng thành là khi muỗi cái Anopheles đóng vai trò là vật trung gian (vector) truyền bệnh sốt rét. Con cái trưởng thành có thể sống tới một tháng (hoặc lâu hơn trong điều kiện nuôi nhốt), nhưng hầu hết không sống quá hai tuần trong tự nhiên.

### Trứng

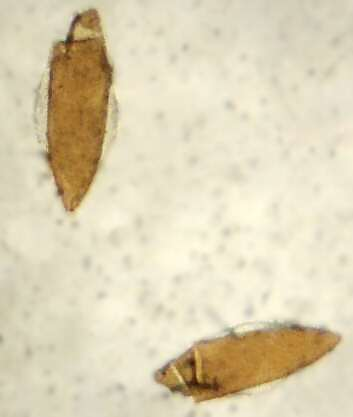
Trứng Anopheles có phao nổi ở 2 bên

Con cái trưởng thành mỗi lần đẻ khoảng 50–200 trứng, qua dùi đẻ trứng (hay thùy máng đẻ trứng, ovipositor). Trứng có kích thước khá nhỏ (khoảng 0,5 milimét (0,02 in) × 0,2 milimét (0,008 in)). Con cái đẻ riêng lẻ từng quả trứng và đẻ trực tiếp trên mặt nước. Một đặc điểm của trứng Anopheles là có phao nổi ở hai bên. Trứng không chịu được môi trường khô hạn, quá trình nở trong vòng 2–3 ngày, ở các vùng khí hậu lạnh hơn thì mất tới 2–3 tuần.

### Ấu trùng
Ấu trùng hay còn gọi là lăng quăng, bọ gậy. Ấu trùng muỗi có phần đầu phát triển tốt, bàn chải quanh miệng dùng để kiếm ăn, ngực lớn và bụng phân thành 9 đốt. Ấu trùng không có chân. Khác với các loài muỗi khác, ấu trùng chi Anopheles không có vòi hô hấp (siphon), vì vậy cơ thể chúng phải ở vị trí song song với mặt nước để hô hấp. Ngược lại, ấu trùng các loại muỗi khác bám vào mặt nước bằng vòi hô hấp phía sau, cơ thể hướng xuống dưới. Ấu trùng hô hấp qua các lỗ thở nằm ở đốt bụng thứ 8, vì thế chúng phải thường xuyên ngoi lên mặt nước. Ấu trùng ăn các loại tảo, vi khuẩn và vi sinh vật khác ở mặt nước. Chúng chỉ lặn xuống dưới bề mặt khi bị quấy rầy. Ấu trùng bơi bằng cách giật toàn bộ cơ thể hoặc nhờ lực đẩy của bàn chải quanh miệng.

Ấu trùng lột xác qua 4 giai đoạn, sau đó chúng biến thái hoàn toàn thành nhộng (cung quăng). Vào cuối mỗi giai đoạn ấu trùng, ấu trùng lột xác, thay lớp vỏ ngoài để tiếp tục phát triển. Sự phát triển thành ấu trùng diễn ra ở nhiều môi trường sống khác nhau, nhưng hầu hết đều thích nguồn nước sạch sẽ, không bị ô nhiễm. Ấu trùng muỗi của các loài thuộc chi Anopheles được tìm thấy ở các đầm lầy nước ngọt hoặc nước mặn, đầm lầy ngập mặn, ruộng lúa, mương, cạnh các con sông, con suối và các vũng nước mưa tạm thời. Nhiều loài thích môi trường sống có thảm thực vật. Một số loài sinh sản ở những hồ nước trong không gian thoáng đãng, có ánh nắng, trong khi một số loài khác chỉ tìm thấy ở những nơi có bóng râm trong rừng. Một số loài còn sinh sản trong hốc cây hoặc nách lá của một số cây.

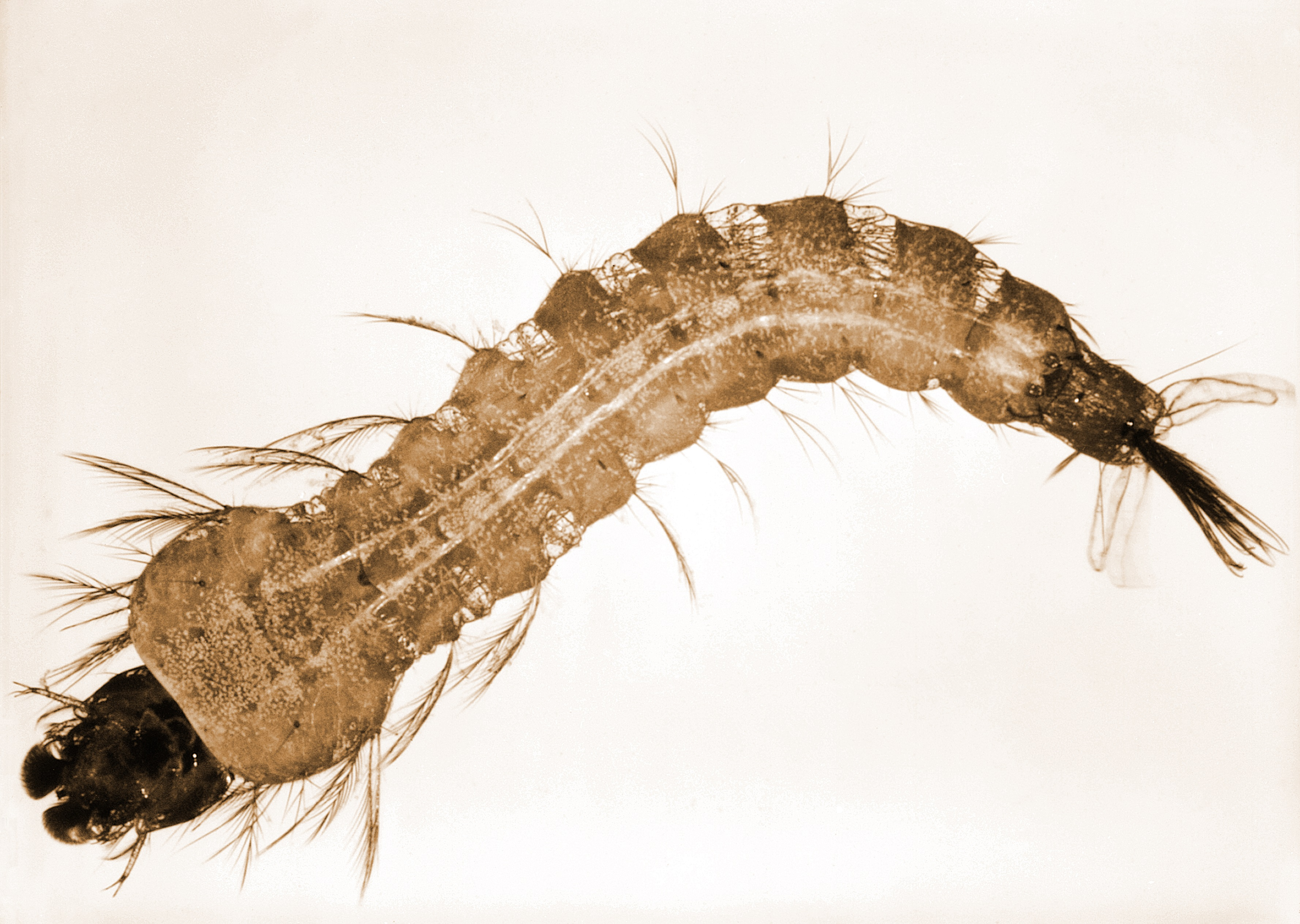
Ấu trùng của chi Anopheles
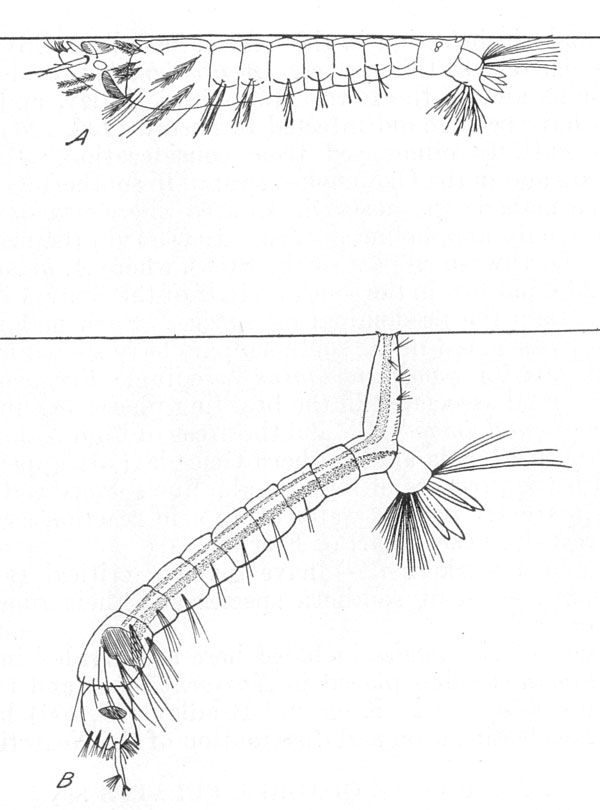
Vị trí tìm thức ăn của ấu trùng Anopheles (A, không có vòi hô hấp), và ấu trùng Culicidae (B, có vòi hô hấp)

### Nhộng
Nhộng (còn được gọi là con cung quăng, quăng) có hình dấu phẩy hay dấu hỏi khi nhìn từ một phía. Đầu và ngực được hợp nhất với nhau thành phần đầu ngực (cephalothorax), nối với phần bụng uốn cong. Giống như ấu trùng, nhộng thường xuyên ngoi lên mặt nước để thở qua một cặp vòi hô hấp trên phần đầu ngực của nhộng. Sau vài ngày, mặt lưng của phần đầu ngực tách ra và muỗi trưởng thành xuất hiện.

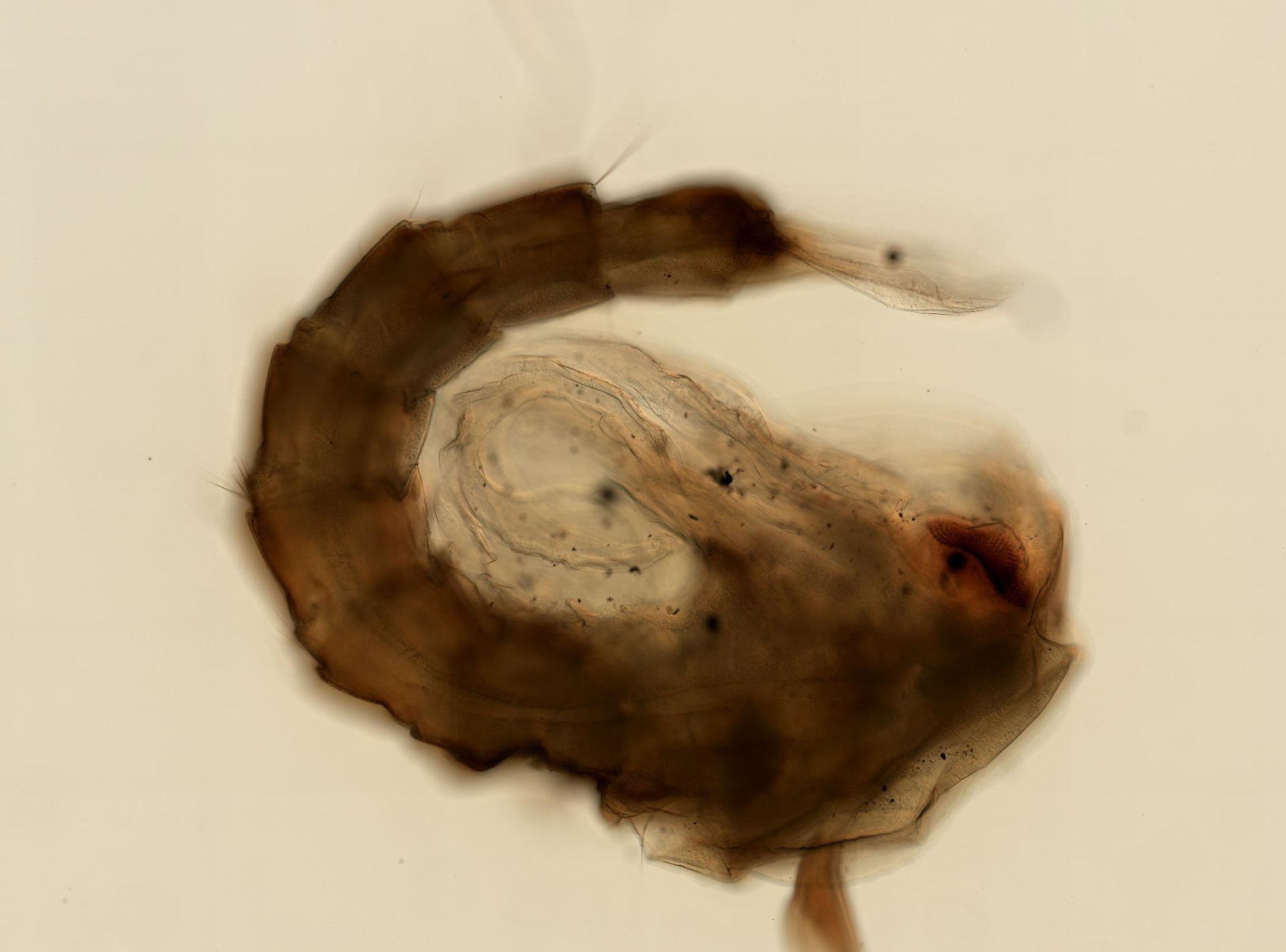
Nhộng (cung quăng)
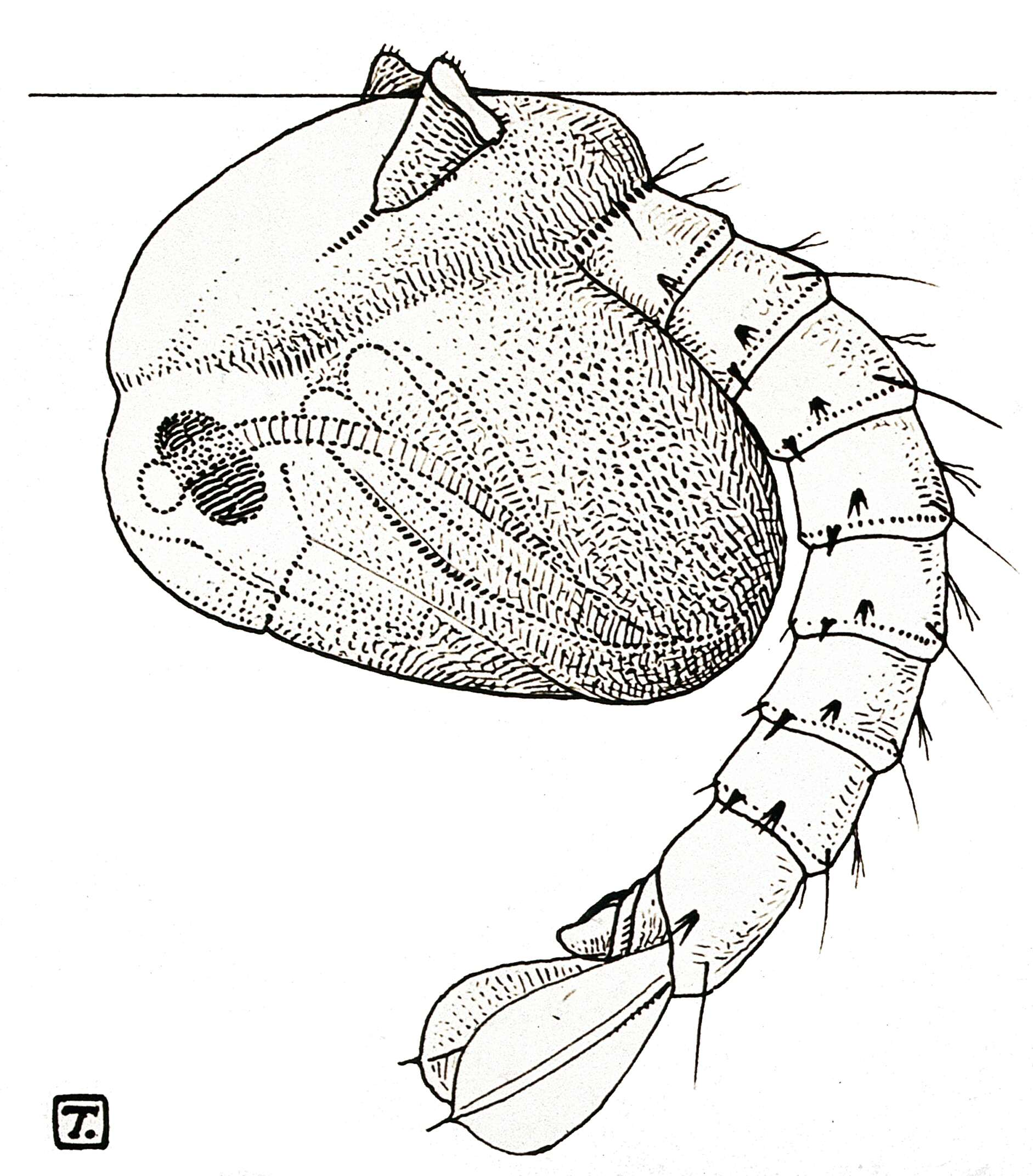
Nhộng A. maculipennis hô hấp trên bề mặt nước

### Muỗi trưởng thành

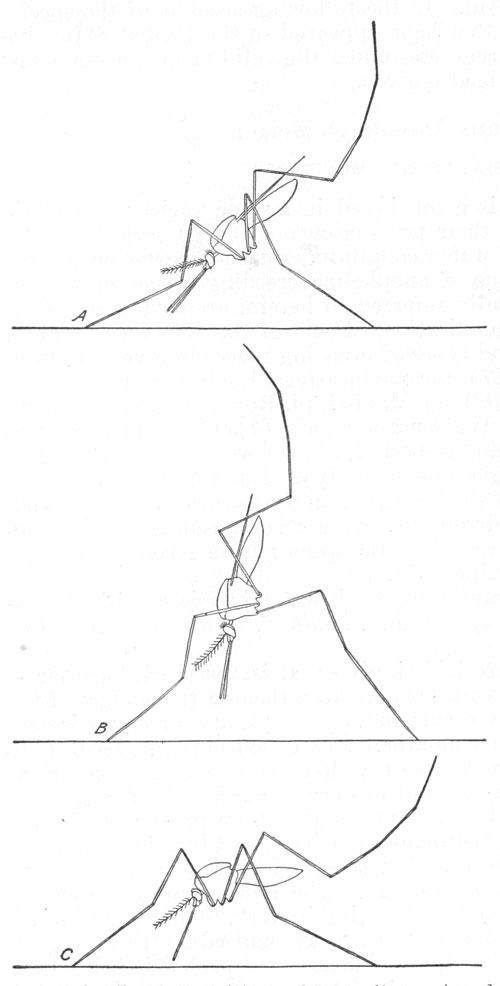
Tư thế nghỉ ngơi của muỗi Anopheles trưởng thành (A, B) thẳng hơn so với Culicinae (C).

Giống như tất cả các loài muỗi, muỗi Anopheles trưởng thành có thân hình mảnh dẻ với ba phần: đầu, ngực và bụng. Phần đầu có chức năng thu thập thông tin giác quan và tìm kiếm thức ăn. Đầu bao gồm mắt, cặp râu dài và được phân thành nhiều đoạn. Râu rất quan trọng trong việc phát hiện mùi của vật chủ cũng như khu vực sinh sản để con cái đẻ trứng. Muỗi cái mang ký sinh trùng Plasmodium (tác nhân gây bệnh sốt rét) bị thu hút bởi hơi thở và mùi của con người hơn đáng kể so với muỗi cái không bị nhiễm ký sinh trùng. Phần đầu có một cái vòi dài, hướng về phía trước dùng để tìm kiếm thức ăn và hai xúc tu hàm trên. Những xúc tu này chứa cơ quan thụ cảm carbon dioxide, một chất hấp dẫn chính giúp muỗi xác định vị trí vật chủ. Ngực có chức năng vận động. Ba đôi chân và đôi cánh gắn vào ngực. Bụng có chức năng tiêu hóa thức ăn và phát triển trứng. Phần đốt trên cơ thể sẽ to ra khi con cái hút máu. Máu được tiêu hóa theo thời gian, là nguồn protein để sản xuất trứng, trứng dần dần chuyển xuống bụng.
Anopheles có thể được phân biệt với các loài muỗi khác nhờ vào cặp xúc tu dài bằng vòi và trên cánh có khối vảy đen - vảy trắng rời rạc. Ngoài ra, có thể xác định loài muỗi trưởng thành bằng tư thế nghỉ điển hình: cả muỗi đực và muỗi cái hướng bụng lên khi nghỉ ngơi chứ không hướng bụng xuống dưới như muỗi bình thường. Muỗi trưởng thành thường giao phối trong vòng vài ngày sau khi thoát khỏi giai đoạn nhộng. Ở hầu hết các loài thuộc chi Anopheles, con đực bay theo đàn lớn, thường vào khoảng hoàng hôn và con cái chui vào đàn để giao phối. Thời gian từ lúc đẻ trứng đến khi phát triển thành muỗi trưởng thành thay đổi đáng kể giữa các loài và bị ảnh hưởng mạnh mẽ bởi nhiệt độ môi trường. Muỗi có thể phát triển từ trứng đến khi trưởng thành chỉ trong 5 ngày, nhưng có thể mất 10–14 ngày ở điều kiện nhiệt đới.

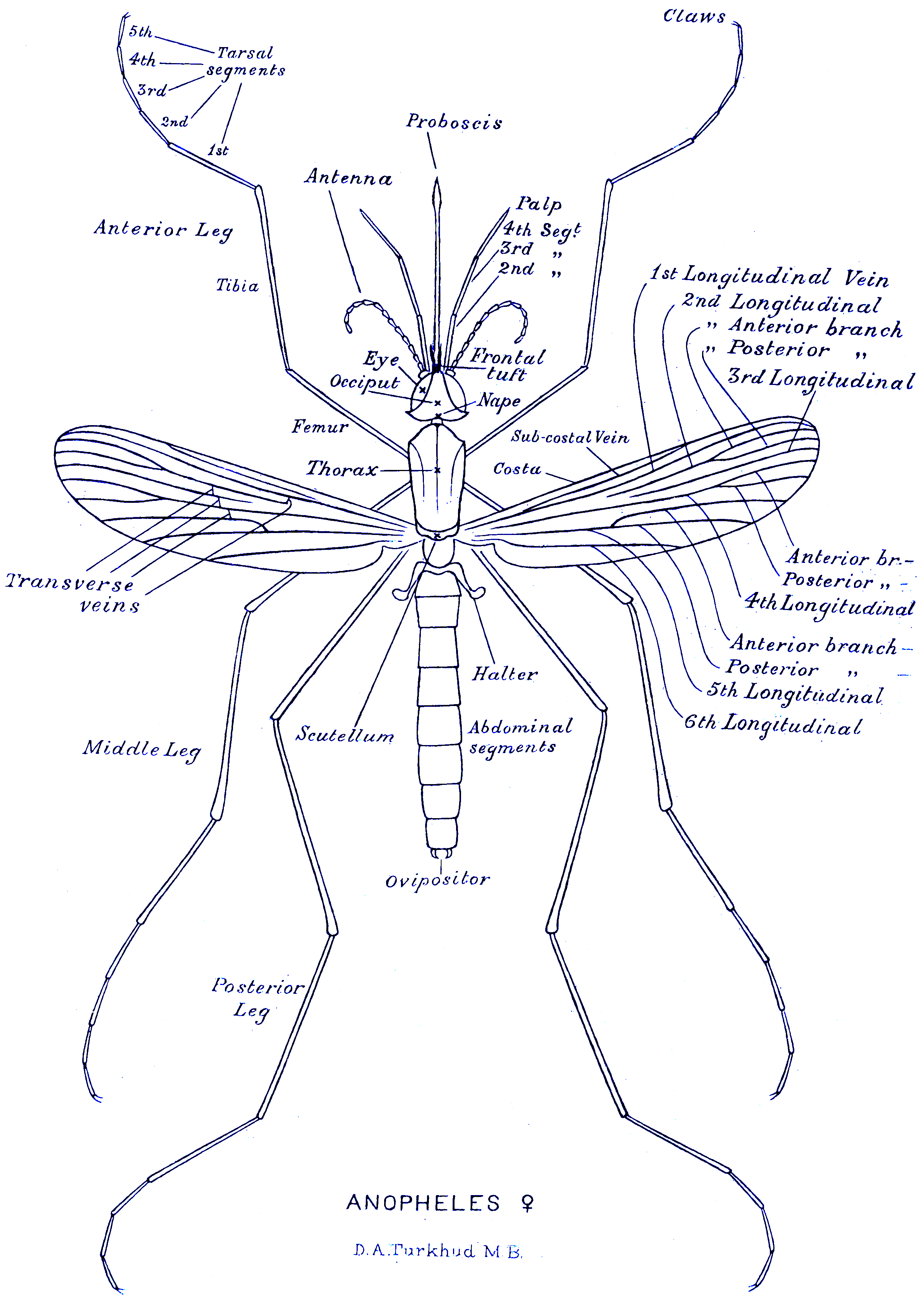
Hình thái học muỗi Anopheles cái

Thời gian sống của con đực là khoảng một tuần, thức ăn là mật hoa và các nguồn thức ăn có đường khác. Con đực không thể hút máu vì máu gây độc cho con đực, chết trong vòng vài ngày, tuổi thọ này tương đương với khi con đực chỉ có thức ăn là nước. Con cái ăn các nguồn thức ăn có đường để lấy năng lượng, nhưng thường cần hút máu để phát triển trứng. Sau khi hút máu với số lượng đủ, con cái nghỉ ngơi vài ngày để máu được tiêu hóa và trứng phát triển. Quá trình này phụ thuộc vào nhiệt độ, nhưng thường mất 2–3 ngày ở điều kiện nhiệt đới. Khi trứng đã phát triển đầy đủ, con cái sẽ đẻ trứng và tiếp tục tìm kiếm vật chủ. Chu kỳ lặp lại cho đến khi con cái chết. Trong điều kiện nuôi nhốt, con cái có thể sống lâu hơn một tháng, tuy nhiên trong tự nhiên thì hầu hết chúng không sống lâu hơn một đến hai tuần. Tuổi thọ phụ thuộc vào nhiệt độ, độ ẩm và khả năng hút máu thành công và khả năng tránh né được sự phòng vệ của vật chủ.

## Sinh thái học

### Phân bổ

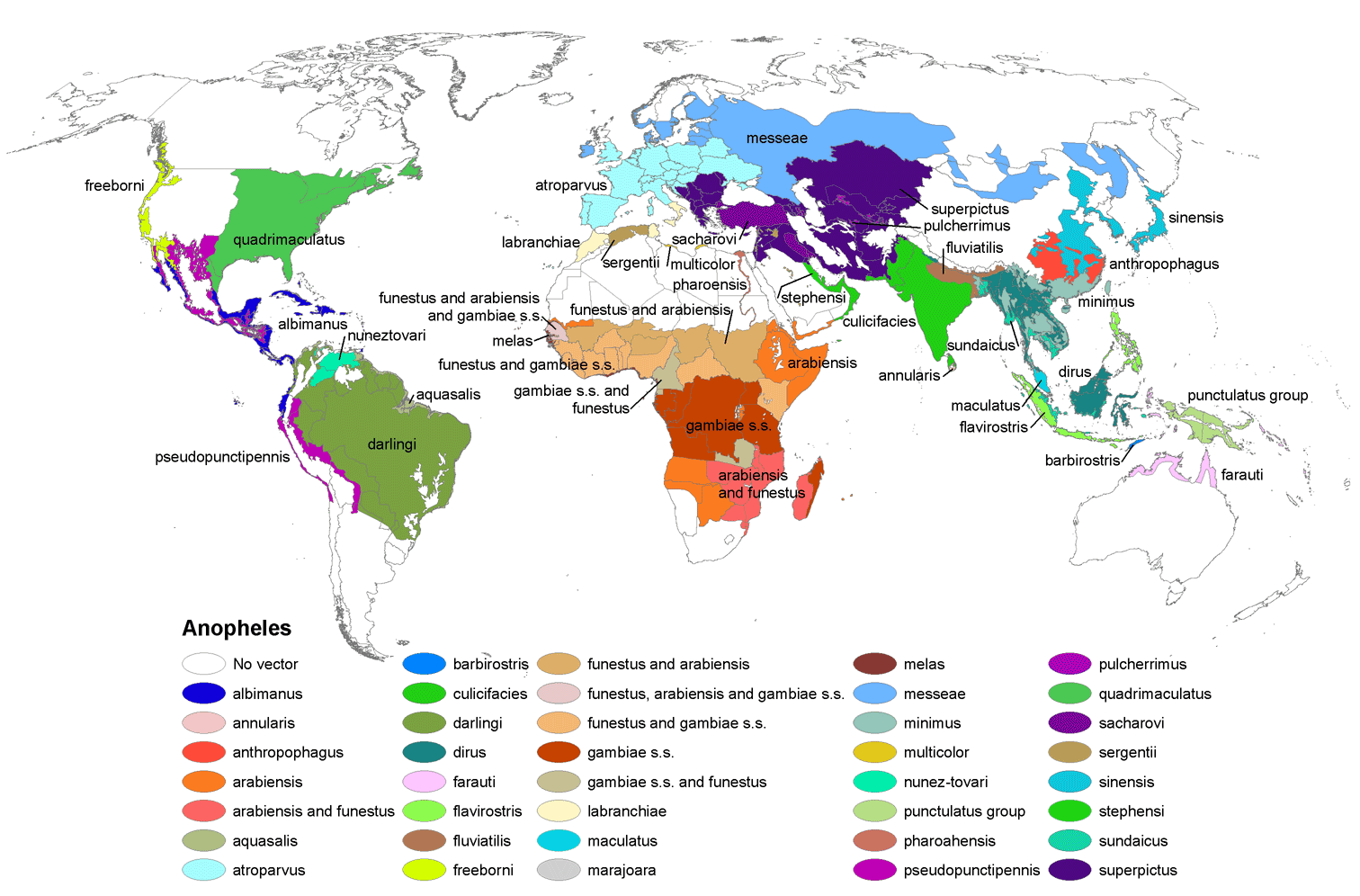
Sự phân bố toàn cầu của các loài Anopheles bao gồm cả vùng nhiệt đới (có bệnh sốt rét) và các khu vực lạnh hơn (không có bệnh sốt rét) vào đầu thế kỷ 21.

Các loài thuộc chi Anopheles sống cả ở các vùng nhiệt đới như châu Phi cận Sahara, gây nên bệnh sốt rét. Ngoài ra Anopheles còn tồn tại ở các vĩ độ lạnh hơn. Thật vậy, các đợt bùng phát bệnh sốt rét trước đây đã xảy ra ở những vùng có khí hậu lạnh, ví dụ như trong quá trình xây dựng kênh đào Rideau ở Canada vào thập niên 1820. Những loài Anopheles mà có thể truyền bệnh sốt rét thì không chỉ giới hạn ở các vùng lưu hành bệnh sốt rét. Do đó những khu vực mà đã xóa sổ loài muỗi Anopheles đó vẫn có nguy cơ tái nhiễm bệnh.

### Môi trường sống
Muỗi Anopheles cần những vũng nước, có thể nhỏ và tạm thời, để làm môi trường phát triển của ấu trùng và nhộng. Ao hồ, bể chứa nước, đầm lầy, mương, vũng nước là môi trường sống lý tưởng của muỗi. Tuy nhiên, muỗi trưởng thành có thể sống ở những vùng khô hạn như xa van Châu Phi và Sahel. Chúng có thể di chuyển xa mặt nước và đôi khi bị gió thổi bay hàng trăm kilômét. Những cá thể trưởng thành có thể sinh sản mỗi lần trong nhiều tháng, tự bất hoạt trong thời tiết khô nóng. Tập tính này giúp chúng tồn tại qua mùa khô ở Châu Phi. Hơn nữa, muỗi Anopheles đã được ghi nhận là còn di chuyển trong hành lý của du khách, thậm chí lên cả máy bay.

### Ký sinh trùng
Ký sinh trùng của Anopheles gồm Microsporidia thuộc chi Amblyospora, Crepidulospora, Senoma và Parathelohania. Microsporidia có hai loại vòng đời. Ở loại thứ nhất, ký sinh trùng lây truyền qua đường miệng và tương đối không đặc hiệu về loài. Ở loại thứ hai, ngoài đường miệng, ký sinh trùng được tiêu hóa ở vật chủ trung gian đã bị nhiễm bệnh. Giai đoạn ấu trùng nhiễm ký sinh trùng thường đặc hiệu ở mô và liên quan đến thể mỡ (fat body). Lây truyền dọc cũng có thể xuất hiện.

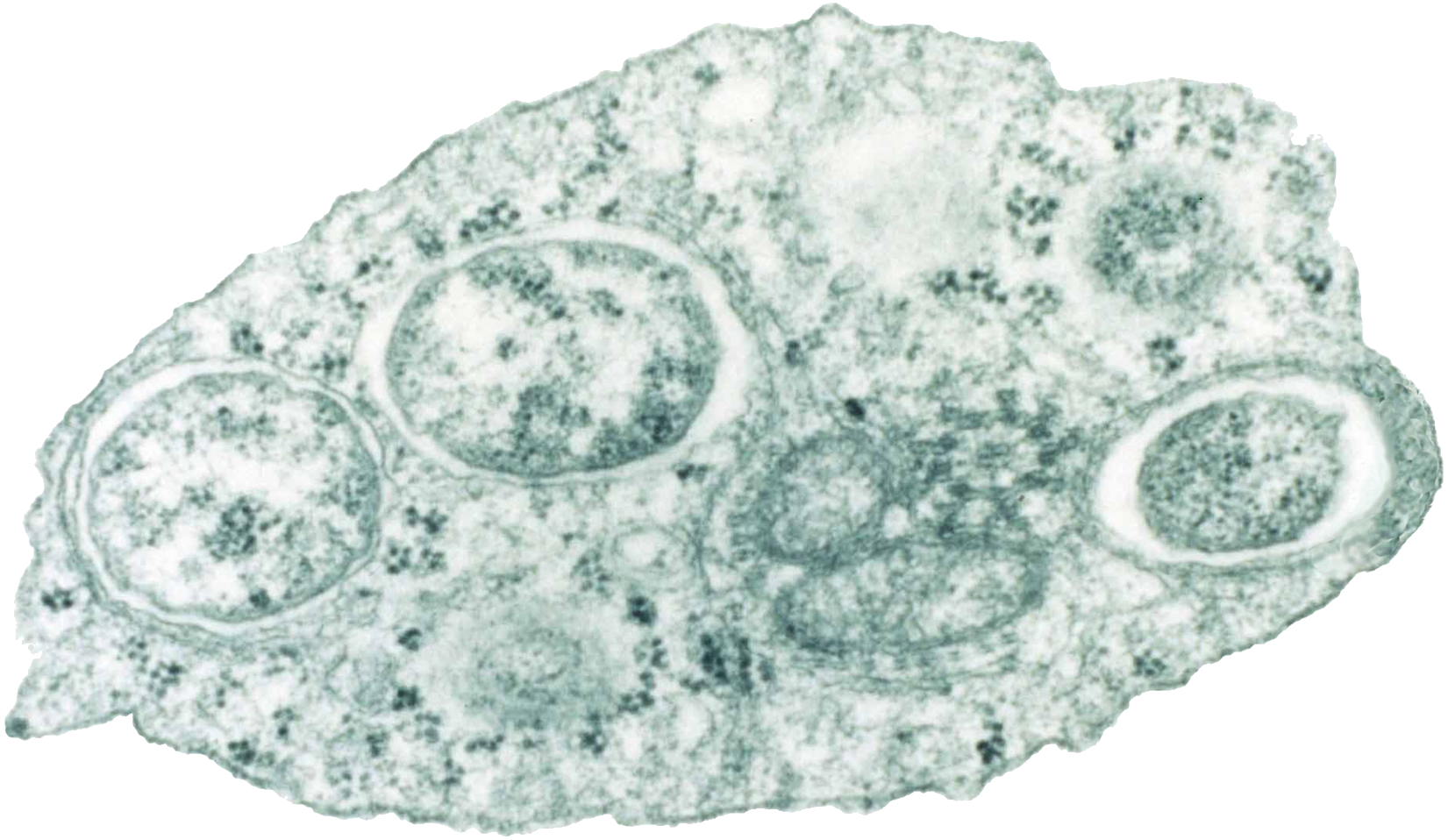
Hình ảnh vi khuẩn Wolbachia trong một tế bào côn trùng dưới kính hiển vi điện tử truyền qua

Vi khuẩn Wolbachia được nghiên cứu để sử dụng làm tác nhân kiểm soát số lượng muỗi.

### Loài săn muỗi

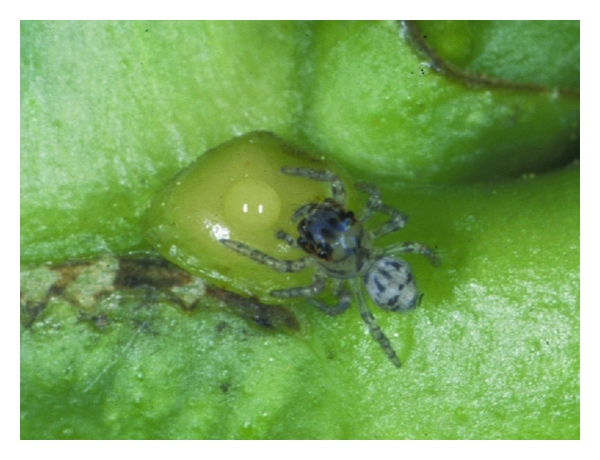
Nhện Evarcha culicivora non

Nhện Evarcha culicivora gián tiếp hút máu động vật có xương sống bằng cách săn muỗi cái Anopheles. Nhện non thích ăn Anopheles hơn tất cả các con mồi khác, bất kể muỗi có thực sự có máu trong cơ thể hay không. Nhện con đã áp dụng tập tính đặc trưng của Anopheles, quan sát tư thế nghỉ của muỗi Anopheles để xác định loài muỗi. Anopheles có tư thế nghỉ đặc biệt với phần bụng hướng lên trên. Trong trường hợp này, con nhện tiếp cận từ phía sau, dưới bụng muỗi, sau đó tấn công từ bên dưới.

## Vector sốt rét

### Máu là thức ăn ưa thích
Vì chi Anopheles là vector duy nhất truyền bệnh sốt rét nên có nhiều nghiên cứu chuyên sâu về chi muỗi này nhằm tìm kiếm các phương pháp kiểm soát hiệu quả. Một yếu tố quan trọng trong tập tính của các loài Anopheles là tính ưa đốt người hoặc đốt động vật như gia súc hoặc chim. Loài Anopheles nào mà có tính ưa đốt người mạnh mẽ thì nhiều khả năng truyền ký sinh trùng sốt rét từ người này sang người khác. Hầu hết muỗi Anopheles không ưa đốt người hoặc ưa đốt động vật, bao gồm cả vector sốt rét chính ở miền Tây Hoa Kỳ, A. freeborni. Tuy nhiên, các vector sốt rét chủ yếu ở Châu Phi, loài A. gambiae và A. funestus, lại rất ưa đốt người. Do đó đây là các vector chính truyền bệnh sốt rét ở người.

### Xác suất truyền bệnh sốt rét
Ký sinh trùng sốt rét bị muỗi ăn phải sẽ trải qua quá trình phát triển bên trong cơ thể muỗi trước khi chúng lây nhiễm sang người. Thời gian cần thiết để ký sinh trùng phát triển trong muỗi (thời kỳ ủ bệnh bên ngoài) dao động từ 10–21 ngày, tùy thuộc vào loài ký sinh trùng và nhiệt độ. Nếu một con muỗi không tồn tại đủ lâu để ký sinh trùng phát triển thì nó không truyền ký sinh trùng.
Không thể đo trực tiếp tuổi thọ của muỗi trong tự nhiên, nhưng có thể ước tính tỷ lệ sống còn hàng ngày (daily survivorship) của một số loài Anopheles. Tại Tanzania, tỷ lệ sống còn hàng ngày của loại A. gambiae, vật trung gian truyền ký sinh trùng Plasmodium falciparum, dao động từ 0,77 đến 0,84, nghĩa là sau một ngày, khoảng 77% đến 84% lượng cá thể sống sót. Giả sử khả năng sống còn này là không đổi trong suốt thời gian trưởng thành của muỗi, thì chưa đến 10% muỗi cái A. gambiae sẽ sống sót lâu hơn thời gian ủ bệnh bên ngoài là 14 ngày. Nếu tỷ lệ sống sót hàng ngày tăng lên 0,9 thì trên 20% số muỗi sẽ sống sót lâu hơn thời gian 14 ngày. Các biện pháp kiểm soát muỗi dựa vào thuốc diệt côn trùng (ví dụ như phun thuốc muỗi trong nhà) thực sự có thể tác động đến con đường truyền bệnh bệnh sốt rét vì lý do rút ngắn tuổi thọ của muỗi trưởng thành, hơn là vì lý do giảm số lượng cá thể muỗi trưởng thành trong quần thể.

### Tìm thức ăn và nghỉ ngơi
Hầu hết muỗi Anopheles đều hoạt động vào lúc hoàng hôn, bình minh hoặc lúc đêm khuya. Một số loài kiếm ăn trong nhà, trong khi một số loài khác kiếm ăn ngoài trời. Sau khi hút máu, một số loài muỗi máu thích đậu trong nhà, trong khi một số loài lại thích bay ra ngoài trời để nghỉ. Có thể hạn chế bị muỗi Anopheles thích đậu trong nhà, hoạt động về đêm đốt bằng cách sử dụng màn tuyn tẩm thuốc diệt muỗi, hoặc cải thiện nhà ở để ngăn chặn muỗi xâm nhập (ví dụ như làm lưới cửa sổ chống muỗi). Dễ dàng kiểm soát các loài muỗi có tập tính thích đậu ở trong nhà bằng cách phun thuốc diệt muỗi. Ngược lại, đối với các loài muỗi thích bay ra ngoài trời để nghỉ ngơi thì cách kiểm soát tốt nhất là tiêu diệt các địa điểm sinh sản, chẳng hạn như lấp ao hồ, hạn chế nước tù.

### Hệ sinh vật trong đường ruột của muỗi
Bởi vì muỗi truyền bệnh cần phải hút máu nên hệ vi khuẩn đường ruột có thể ảnh hưởng đến tỷ lệ lây nhiễm thành công của vật chủ là muỗi. Ruột của ấu trùng và nhộng phần lớn chứa vi khuẩn lam quang hợp. Ở cá thể muỗi trưởng thành thì ruột chứa vi khuẩn Gram âm thuộc ngành Pseudomonadota và Bacteroidota chiếm ưu thế. Việc tiêu hóa máu làm giảm đáng kể sự đa dạng của vi sinh vật trong đường ruột, tạo điều kiện thuận lợi cho vài loại vi khuẩn phát triển.

## Kiểm soát

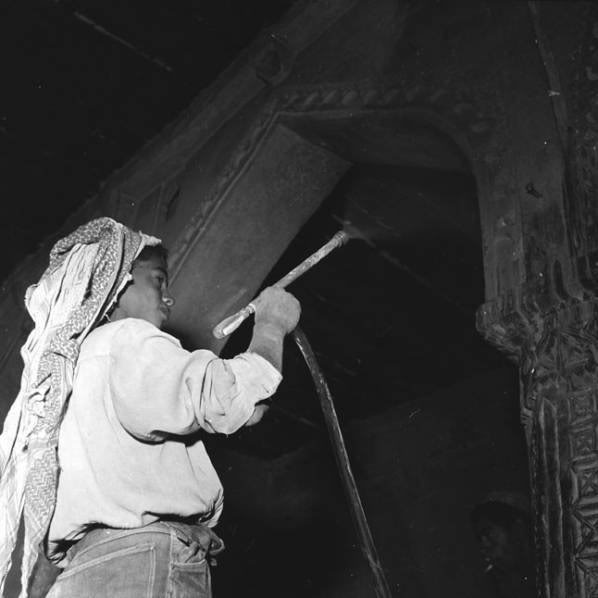
Một người đang phun thuốc diệt muỗi trong Chiến dịch Thanh toán Bệnh sốt rét Toàn cầu ở Qatif, 1948

### Kháng thuốc diệt muỗi
Thuốc diệt muỗi là phương pháp tiếp cận đầu tiên để loại bỏ muỗi tại các khu vực có muỗi truyền bệnh sốt rét. Tuy nhiên, vì thời gian sinh sản ngắn, muỗi có thể nhanh chóng phát triển khả năng đề kháng. Sự kháng thuốc này từng xảy ra Chiến dịch Thanh toán Bệnh sốt rét Toàn cầu vào thập niên 1950. Ngoài ra, việc sử dụng thuốc diệt côn trùng trong nông nghiệp đã dẫn đến tình trạng kháng thuốc ở quần thể muỗi. Do vậy, một chương trình kiểm soát muỗi hiệu quả cần phải theo dõi tình trạng muỗi kháng thuốc và chuyển sang các biện pháp khác nếu phát hiện thấy tình trạng kháng thuốc.

### Tiêu diệt muỗi
Năm 2016, công nghệ phát động gen (gene drive) CRISPR-Cas9 được đề xuất để tiêu diệt Anopheles gambiae. Công nghệ này xóa gen dsx, gây vô sinh ở con cái. Gene drive đã được chứng minh là có thể ngăn chặn toàn bộ quần thể A. gambiae trong lồng trong vòng 7–11 thế hệ, thời gian ngăn chặn chưa đầy một năm. Có nghi ngờ về tính hiệu quả của gene drive cũng như tác động về mặt đạo đức, mặt sinh thái của chương trình diệt trừ loài muỗi. Đã có những bước đầu sử dụng gene drive để đưa gen kháng Plasmodium vào loài mỗi một cách hiệu quả hơn, chẳng hạn như nhắm mục tiêu và loại bỏ gen FREP1 ở Anopheles gambiae. Các nhà nghiên cứu ở Burkina Faso đã tạo ra một chủng nấm Metarhizium pinghaense được biến đổi gen để tạo ra nọc độc của nhện mạng phễu (funnel-web spider, nhện phân bố ở Australia). Trong một thử nghiệm có kiểm soát, khi tiếp xúc với loại nấm này, quần thể muỗi Anopheles giảm 99% lượng cá thể.